# Delta III (raket)
För andra betydelser, se Delta (olika betydelser).
Delta III var en amerikansk rymdraket som tillverkades av Boeing. Raketen användes endast tre gånger. Varav två uppskjutningar misslyckades totalt.

## Uppskjutningar
| Datum (UTC)     | Startplats                                                     | Nyttolast | Resultat   |
| --------------- | -------------------------------------------------------------- | --------- | ---------- |
| 27 augusti 1998 | CCAFS SLC-17                                                   | Galaxy X  | Misslyckad |
| 27 augusti 1998 | Problem med programvara som tagits från föregångaren Delta II. |           |            |
| 5 maj 1999      | CCAFS SLC-17                                                   | Orion 3   | Misslyckad |
| 5 maj 1999      | Problem med andra stegets raketmotor.                          |           |            |
| 23 augusti 2000 | CCAFS SLC-17                                                   |           | Lyckad     |
| 23 augusti 2000 | Satelliten placerades i fel omloppsbana.                       |           |            |